# Леймин
Леймин — скалистый мыс на восточном побережье Чукотского полуострова, омывается Беринговым морем.
Название в переводе с чук. Ылэймин «снегонабирание». Это связано с тем, что местные жители, направляясь из Уэлена и Наукана в Лаврентия и Нунямо всегда делали здесь остановку и набирали воду, добавляя туда чистый снег, который пластами всё лето лежал у обрыва мыса. Это делали для того, чтобы вода не расплёскивалась и оставалась прохладной.
На скалах мыса гнездится около 7—8 тыс. птиц семи видов: берингов баклан, бургомистр, моёвка, кайры, белобрюшка и топорок.
На западной оконечности мыса обнаружено древнее поселение морских охотников, датируемое VI—VIII веками.